# Cremastus crassitibialis
Cremastus crassitibialis är en stekelart som beskrevs av Tohru Uchida 1940. Cremastus crassitibialis ingår i släktet Cremastus och familjen brokparasitsteklar. Inga underarter finns listade i Catalogue of Life.